# Aubenasson
Aubenasson là một xã thuộc tỉnh Drôme trong vùng Auvergne-Rhône-Alpes đông nam nước Pháp. Xã Aubenasson nằm ở khu vực có độ cao từ 224-1127 mét trên mực nước biển.